# Magyar nyelvű felsőoktatás Romániában
Magyar nyelvű felsőoktatás Romániában néhány állami egyetemen párhuzamos vonalakon, magánegyetemeken illetve egyházi fenntartású egyetemen, továbbá magyarországi intézmények kihelyezett oktatási központjaiban valósul meg.

## Történeti áttekintés
A felsőoktatás kezdetei visszanyúlnak a XVI. századra, amikor Erdélyben Heltai Gáspár kolozsvári és Honterus János brassói iskolamesterek újjászervezik az iskolai oktatást. Ekkortól kezdve számos kollégium jön létre, amelyek igyekeztek biztosítani a felsőbb szintű képzéseket mindaddig, míg önálló papnevelő akadémiák és jogakadémiák nem alakultak. A kollégiumok legjobb diákjaikat külföldi főiskolákra irányították, s a visszatérő diplomás tudósoknak köszönhetően több ilyen kollégium tudott főiskolai szintre emelkedni, ahol már teológiát és filozófiát is tanítottak.
Az erdélyi oktatás tagoltságát végül 1872-ben a Kolozsvári Magyar Királyi Ferenc József Tudományegyetem létrehozása oszlatta fel, amely széles körű képzéseket nyújtott a jog, a bölcsészet, az orvostudományok és a természettudományok terén.
Az impériumváltáskor, 1919-ben a magyar nyelvű tudományegyetem megszűnt, s épületeiben a román tannyelvű Kolozsvári I. Ferdinánd Király Tudományegyetem működött 1948-ig, amikortól teljesen átszervezve Victor Babeș Tudományegyetem néven folytatta működését. 1945-ben hozta létre a román állam a Bolyai Tudományegyetemet, amely 1959-ig működött magyar tanítási nyelvű állami egyetemként.
1959-ben összevonták a fenti két intézményt, s megalakult a Babeș–Bolyai Tudományegyetem, mely napjainkig a legjelentősebb magyar nyelvű képzéseket nyújtó intézmény Romániában. Egy külön történetet indított el ugyanakkor az orvosi karok Marosvásárhelyre való áthelyezése, amely során megalakult a Marosvásárhelyi Orvosi és Gyógyszerészeti Egyetem.
A színművészetek terén az 1946-ban megalakult Zene- és Színművészeti Konzervatórium nyújtott magyar nyelvű felsőfokú képzéseket, amely 1954-ben szintén Marosvásárhelyre költözött, és Szentgyörgyi István Színművészeti Intézet név alatt folytatta működését. Napjainkban a Marosvásárhelyi Művészeti Egyetem nevet viseli az intézmény, ahol román és magyar tagozaton biztosított az egyetemi oktatás.
A Kolozsvári Protestáns Teológiai Intézet 1949-ben kezdte meg működését, bár az oktatás alapjai visszanyúlnak a XIX. századi kolozsvári és nagyenyedi teológiai szintű képzésekre. Napjainkban egyházi fenntartású magánegyetemként működik.
A magyar nyelvű felsőoktatás további állami alapokon fekvő kiszélesítése meghiúsult a következő évtizedekben. Az ezredforduló környékén Magyarország kormánya döntést hozott erdélyi felsőoktatási intézmény finanszírozására, amely hatására megalakult a Sapientia Erdélyi Magyar Tudományegyetem, és Kolozsváron bejegyzett magánegyetemként kezdte meg működését 2001-ben. Ezzel párhuzamosan jött létre a Partiumi Keresztény Egyetem, amely az 1990-ben létrehozott Sulyok István főiskola jogutódja Nagyváradon.

## Képzések napjainkban
2023-ban a következő intézményekben zajlik magyar nyelvű felsőfokú képzés Romániában:
Állami egyetemek
- Babeș–Bolyai Tudományegyetem
  - képzési központ: Kolozsvár
  - kihelyezett tagozatok: Sepsiszentgyörgy, Gyergyószentmiklós, Marosvásárhely, Gyulafehérvár, Szatmárnémeti, Kézdivásárhely[3]
- Marosvásárhelyi Művészeti Egyetem
  - képzési központ: Marosvásárhely
- George Emil Palade Egyetem
  - képzési központ: Marosvásárhely
  - a Petru Maior Egyetem és Marosvásárhelyi Orvosi és Gyógyszerészeti Egyetem 2019-ben történt összeolvadásával jött létre

Egy-egy szakon működtet magyar nyelvű oktatást:
- Bukaresti Egyetem
- Nagyváradi Egyetem

Magánegyetemek
- Kolozsvári Protestáns Teológiai Intézet
  - képzési központ: Kolozsvár
  - magyar nyelvű protestáns egyházak által fenntartott akkreditált intézmény
- Sapientia Erdélyi Magyar Tudományegyetem
  - székhely: Kolozsvár
  - működési karok: Kolozsvár, Csíkszereda, Marosvásárhely, Sepsiszentgyörgy
- Partiumi Keresztény Egyetem
  - képzési központ: Nagyvárad

Magyarországi intézmények kihelyezett oktatási helyszínei
- Székelyudvarhelyi Egyetemi Központ, korábban MÜTF Oktatási Központ
  - a tatabányai Modern Üzleti Tudományok Főiskolája kihelyezett oktatási helyszíne
  - képzési helyszín: Székelyudvarhely
- Marosvásárhelyi Református Kántor - Tanítóképző Főiskola 
  - Károli Gáspár Református Egyetem marosvásárhelyi kihelyezett tagozata

Egyházi Főiskolák
- Kolozsvári Református Kollégium
  - Posztliceális Asszisztensképző Osztály
- Marosvásárhelyi Református Kollégium
  - Általános Asszisztensképző Posztlíceum

2021-ben összesen 16 helyszínen zajlott magyar nyelvű posztlíceumi oktatás Romániában.

A romániai felsőoktatási intézményekben mintegy 11 ezer diáknak volt lehetősége magyar nyelven tanulni 2022-ben. Ebből 6 600-an a Babeș–Bolyai Tudományegyetem hallgatói. A diákok mintegy egyharmada a Sapientia EMTE, Partiumi Keresztyén Egyetem és a Protestáns Teológiai Intézet hallgatója, és mintegy 600-an tanultak a Magyarországi egyetemek kihelyezett oktatási helyszínein.
2010-ben még a romániai magyar diákok közel fele-fele arányban tanultak a felsőoktatásban román illetve magyar nyelven.

## Forrásanyag
- Romániai magyar nyelvű felsőoktatás (erdelystat.ro)
- ↑ Szikszai:  Az erdélyi magyar felsőoktatás helyzete és kilátásai. A Kolozsvári Akadémiai Bizottság Felsőoktatási Munkacsoportja (Csata Zsombor, Márton János, Papp Z. Attila, Salat Levente, Péntek János), Szerkesztő: Szikszai Mária, Számítógépes tördelés: Szikszai Attila. Kolozsvár: A Magyar Tudományos Akadémia Kolozsvári Területi Bizottsága. 2010.   65–83 old., 109–123 old. o.